# Messana
Messàna (dal dialetto dorico in greco antico: Μεσσάνα?, Messána) fu una città greco-siceliota in Sicilia, fondata dai siculi, e successivamente colonizzata dai calcidesi e ripopolata dai messeni, che corrisponde all'odierna città di Messina. La città originariamente venne indicata con il nome siculo di Zancle (dal siculo ΔΑΝΚΛΕ, che significa falce). La zona è popolata probabilmente dal Neolitico (4000 a.C.), ma non si conosce esattamente la data della fondazione dell'insediamento sotto forma di vera e propria città: Tucidide tace a tal proposito, pur tuttavia fornisce indizi utili per ricostruirne le dinamiche insediative:
(Tucidide 6, 4, 5-6)
Sebbene si possa ipotizzare una giustapposizione di due eventi storicamente distanti tra loro (una prima fondazione cumana e quindi un ripopolamento calcidese), appare evidente che la fondazione zanklea non possa antecedere quella di Cuma (750 a.C.) e se prestiamo fede a quanto sostenuto dalle fonti in merito alla fondazione di Naxos (734 a.C.) quale la prima apoikia siceliota, la sua fondazione dovrebbe essere successiva a tale data.
Una tradizione tarda, basata sull'interpretazione di Eusebio di Cesarea, vorrebbe la fondazione avvenuta tra il 757 a.C. e il 756 a.C., date tuttavia inconciliabili con le origini cumane della polis. In merito, non mancano testimonianze archeologiche antiche sulla fondazione di Zancle da taluni datate al 757 a.C. seguendo la cronologia suggerita dall'interpretazione di Eusebio e dalla successiva interpretazione di Bèrard; per la prima volta fuori dalla Grecia, a Messina, è stato ritrovato il rito di fondazione della città da parte degli ecisti. Essendo Mylae (716-715 a.C.) subcolonia zanklea, appare evidente che la città sullo Stretto venne fondata prima di questa.
La data di fondazione quindi rimane ancora oggi incerta, ma è ragionevole supporla inclusa entro un arco cronologico compreso tra il 750 a.C. (fondazione di Cuma) e il 716-715 a.C. (fondazione di Mylae).
A seguito dell'emigrazione di Sami e Milesi a causa dell'invasione persiane (Tucidide 6, 4, 6; Erodoto 6, 23-25; probabilmente le fonti fanno riferimento alla battaglia di Lade del 494 a.C.), la componente calcidese viene integrata dalle comunità ionie.
Successivamente con l'integrazione di genti provenienti dalla Messenia, avvenuta nel 486 a.C., fu ribattezzata Messana e, infine, dopo la conquista romana (288 a.C.) verrà chiamata Messina.

## Le origini sicule e la città greco-siceliota

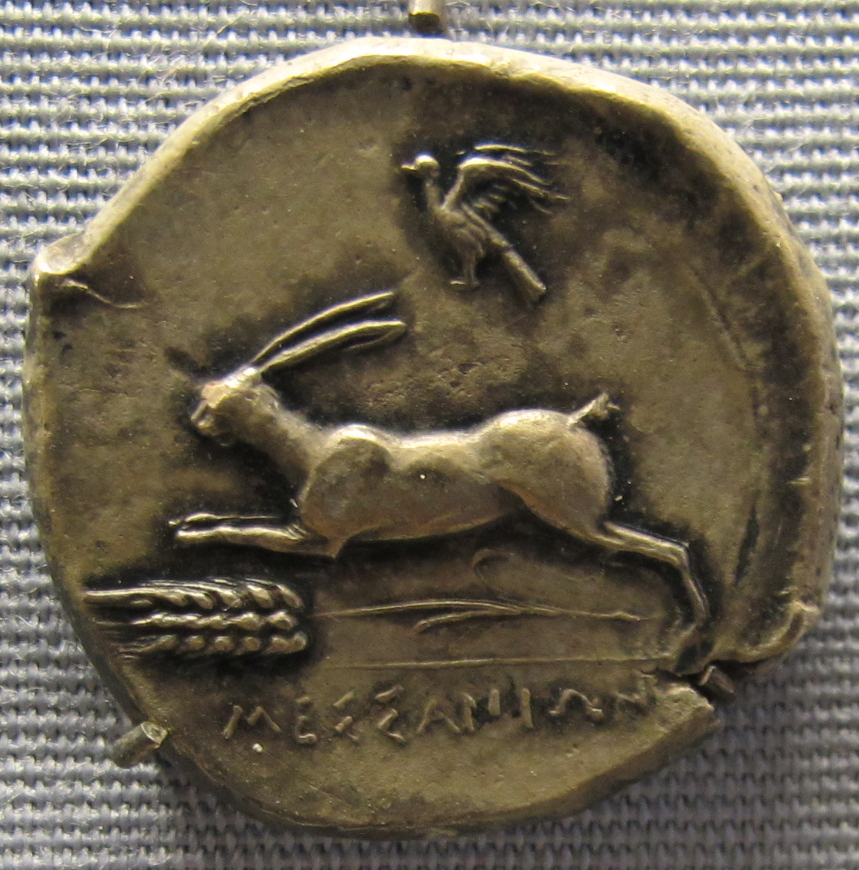
Tetradracma di Zankle-Messana, 461-396 a.C. circa

L'omonimo stretto compare già nell'Odissea di Omero come luogo di dimora dei mostri marini Scilla e Cariddi.
I ritrovamenti archeologici attestano la presenza di popolazioni già dal Neolitico (4000 a.C.) e di un villaggio dell'età del bronzo (3000 a.C. - 1100 a.C.) dotato di un approdo naturale e abitato da popolazioni sicane. Sullo stesso sito, a partire dal XII secolo a.C., si stanziarono i Siculi, giunti in Sicilia dalla penisola italiana; furono questi ultimi a nominare questo sito Zancle, con il significato di "falce", in riferimento alla forma del braccio sabbioso di San Raineri, che chiude il grande porto naturale.
Il nuovo insediamento ellenico venne fondato intorno al 757 a.C., si trattava di una tra le prime colonie greche della Sicilia. Inizialmente la colonia conservò il nome, in lingua sicula, di Zancle. 
Secondo lo storico greco Tucidide, che fa risalire la fondazione a qualche decennio dopo, nel 730 a.C., i coloni provenivano dalla colonia calcidese di Cuma in Magna Grecia (guidati da Periere) e dalla stessa madrepatria di Calcide nell'isola greca d'Eubea (condotti da Cratemene), madrepatria anche della stessa Cuma. Secondo il geografo latino Strabone i coloni erano originari di Naxos. La città sorse vicino al lembo nordorientale dell'isola, in posizione strategica di primissima importanza. Poco dopo, i calcidesi fondarono un'altra colonia sulla sponda opposta dello stretto, Rhegion, l'odierna Reggio Calabria, ottenendo così il controllo dell'importantissimo braccio di mare. Secondo alcune teorie, nel VII secolo a.C. Zancle avrebbe fondato una colonia magnogreca, Metauros (l'attuale Gioia Tauro), in collaborazione con Rhegion. Nei secoli successivi la città fu fiorente dal punto di vista economico e commerciale, grazie alla sua posizione strategica, alla fonazione di colonie come Myles (Milazzo), Himera (Termini Imerese), Metauros (Gioia Tauro) e quindi grazie all'egemonia zanclea su gran parte del Mar Tirreno meridionale.
Nel 497 a.C., Ippocrate, tiranno di Gela, conquistò Zancle insieme a Naxos e Leontini ove insediò tiranni a lui subalterni. Tuttavia, pochi anni dopo, Anassila, tiranno di Reggio, ingolosito dall'importanza strategica di Zancle, occupò la città, cacciando Ippocrate con l'aiuto di profughi provenienti dalla Ionia, fuggiti a causa della conquista di questa regione da parte dell'Impero Persiano. In questo frangente, si insediarono in Zancle altri coloni, provenienti dall'isola di Samo e da altre località dell'Egeo a cui si aggiunsero altre genti dalla Messenia, regione greca dalla quale Anassila proveniva. Il tiranno reggino tenne il dominio su entrambe le sponde dello stretto e diede alla città il nome di Messanion, dalla patria originaria dei suoi avi. Le due città dello Stretto, pur governate da Anassila, erano sotto il controllo di Gerone I di Siracusa. Dopo la morte di Anassila, nel 476 a.C., diventò reggente il figlio minorenne Micito, parente del tiranno. A seguito della sconfitta subita dall'alleanza di Taranto e Reggio, nel 473 a.C., contro gli Iapigi, Micito venne esiliato nel 467 a.C., probabilmente per opera dei figli di Anassila, dei quali infatti uno diventa tiranno: Leofrone. Il governo di Leofrone durerà per sei anni (fino al 461/460 a.C.), quando le due città dello stretto si ribelleranno.
Nel 425 a.C. avvennero delle battaglie a Messene e nei territori limitrofi. Gli Ateniesi con l'ausilio della flotta della vicina Reghion (Reggio Calabria), tentarono di mantenere il controllo di Messana, dopo che si era precedentemente rischierata, passando dall'alleanza con Atene (forzata dalla conquista ateniese di Myles e dal saccheggio delle Isole Eolie) all'alleanza con Siracusa e Locri. In quell'occasione Messana, con l'aiuto della flotta Siracusana e Locrese, cacciò gli Ateniesi. Successivamente l'esercito di Messana uscì dalla città per attaccare Naxos, che si trovava in difficoltà dopo aver sostenuto Atene. Tuttavia a Naxos giunse la notizia dell'arrivo di rinforzi provenienti da Leontini (anch'essa alleata di Atene). Per questo motivo i guerrieri di Naxos decisero di uscire dalla città colpendo a sorpresa l'esercito di Messana prima che si accampasse. Dunque i soldati di Messana furono costretti alla ritirata e persero circa mille uomini. A seguito del fallito attacco a Naxos, gli eserciti di Atene e Leontini, approfittarono per marciare verso Messana, ormai indebolita dalla guerra, per conquistarla. I Leontinesi vennero efficacemente respinti, mentre gli ateniesi riuscirono a far arretrare gli eserciti di Messana e Locri dentro le mura, ma infine dovettero rifuggiarsi a Reghion per le troppe perdite subite. Da quel momento, Atene rinunciò definitivamente all'ambizione di controllare lo Stretto di Messina.
Zancle (ora rinominata Messene) dal punto di vista etnico, era abitata da una popolazione mista di Ioni, Messeni e Siculi che, col passare degli anni, si amalgamarono, più o meno pacificamente, in un unico popolo che, per lingua e cultura (soprattutto dopo il Congresso di Gela del 424 a.C.) può essere definito "siceliota". Detta fusione etnica si verificò in tutte le poleis di Sicilia. È infatti appurato che le ondate migratorie elleniche che interessarono la Sicilia erano costituite soprattutto da individui di sesso maschile (con al seguito armi e bestiame) che raramente portavano al loro seguito donne e bambini; di conseguenza, questi uomini si congiungevano alle donne sicule e/o sicane presenti sul territorio. Dal punto di vista territoriale, Messana controllava l'estrema propaggine nord-orientale della Sicilia, la Chora (o territorio sotto la sua giurisdizione) si estendeva (oltre alla città sullo Stretto) alla costa tirrenica tra il Capo Peloro e il Capo Milazzo e alla costa ionica fino al Promontorio Argenno (ove confinava con Naxos), inclusa la montuosa parte interna dei Monti Peloritani. Nelle zone rivierasche o collinari sorgevano vari centri abitati come Myles (Milazzo), Nauloco (antica città situata probabilmente nei pressi di Villafranca Tirrena), Elis (Alì) e Phoinix (antica città situata probabilmente nei pressi di Sant'Alessio) dedite all'agricoltura e alla pesca; esistevano anche ricchi giacimenti minerari di oro e argento siti sul versante ionico dei Monti Peloritani nei pressi del villaggio di Nisa (Fiumedinisi). Nelle zone montagnose più interne, sui Peloritani, vi erano insediamenti ove vi erano stanziati soprattutto gruppi di Siculi dediti alla pastorizia, tra tutti degno di nota risulta l'antichissimo abitato di Mankarru (antico insediamento nei pressi di Santa Lucia del Mela).
Nel 405 a.C., il Tiranno di Siracusa Dionisio I detto il vecchio si proclamò "Arconte di Sicilia", riuscendo a riunificare saldamente sotto il suo dominio la parte dell'Isola sita ad est del Fiume Salso, Messene costituì l'estrema propaggine settentrionale dello Stato siceliota di Dionisio I.
Nel 396 a.C., durante la Terza Guerra tra greco-sicelioti e punici, il generale cartaginese Imilcone II, per impedire che arrivassero aiuti a Dionisio I dall'Italia o dalla Grecia, attaccò Messene, che rappresentava una potente alleata di Siracusa, ed ebbe luogo la Battaglia di Messene. Gli abitanti della città dello Stretto si trovarono in una situazione di difficoltà, poiché molti dei loro guerrieri erano impegnati a dare sostegno militare a Siracusa e le mura erano in fase di ristrutturazione. Per questi motivi decisero di ingaggiare il combattimento fuori dalla città, aggirando i Cartaginesi tentando di attaccarli a sorpresa nel loro accampamento. Tuttavia i Cartaginesi riuscirono a traferire rapidamente gran parte delle loro forze sulle navi e a fare vela verso la città indifesa. Donne e bambini erano stati preventivamente tratti in salvo e gli oggetti preziosi erano stati nascosti. I superstiti in particolare si rifugiarono in dei forti sulle alture, mentre il resto di Messene venne espugnata e distrutta.
Una volta caduta la città di Messene, i cartaginesi si diressero vero Siracusa. Posta sotto assedio la capitale siceliota, l'esercito cartaginese venne però decimato da una pestilenza che consentì a Dionisio I di approfittarne per contrattaccare Imilcone, distruggere il suo esercito e ricacciarlo in Africa. Messene venne poi ricostruita da Dionisio I e ripopolata dai superstiti, tornando a ricoprire il rilevante ruolo commerciale.
Nel 344 a.C., con la cacciata di Dionisio II, ultimo regnante della Dinastia dei Dionisii, venne instaurata la democrazia col "Buon Governo" di Timoleonte, la città di Messene beneficiò di una certa autonomia amministrativa, entrando a far parte della Simmachia, cioè di una sorta di "repubblica federale" costituita da tutte le città siceliote che manteneva sempre come centro nevralgico la città di Siracusa.
Tale status si protrasse fino al 316 a.C., quando Agatocle, con un golpe, rovesciò il regime democratico-repubblicano gestito dai successori di Timoleonte. A Messana trovarono rifugio molti oppositori di Agatocle, ragion per cui il nuovo Tiranno siceliota decise di espugnare la città dello Stretto al fine di annientare definitivamente gli oppositori al suo regime. Diodoro Siculo afferma che Agatocle mandò un suo stratega, Pasifilo, con delle truppe all'interno del territorio messinese che fecero bottino e prigionieri; inoltre, sempre Diodoro Siculo riferisce che nei giorni successivi alla caduta di Messana, circa 600 tra Messinesi e Tauromeniti (poiché nel mentre Agatocle aveva espugnato anche Taormina) vennero passati a fil di spada dal suo esercito che ritornava vincitore nella capitale siceliota.
Uscito vittorioso e ormai padrone indiscusso di Siracusa e di quasi tutta la Sicilia, Agatocle costituì il "Regno di Sicilia" che unificava in un'unica monarchia ellenistica tutta la Sicilia ad est del Fiume Platani, rendendo pure tributarie le popolazioni dei Siculi e Sicani ancora stanziate nell'interno. Agatocle, riprendendo la politica imperialista di Dionisio I, fu il primo a proclamarsi "Basileus tes Sikelìas" cioè "Re di Sicilia".
Il regno siceliota agatocleo si estendeva sulla parte orientale e centrale della Sicilia, su Akragas e sul suo circondario, sulla Calabria meridionale e su alcune città italiote non ancora cadute sotto il giogo romano. Messina era quindi al centro di un regno ellenistico che, pur avendo Siracusa come capitale, si estendeva su quasi tutta la Sicilia e su parte dell'Italia meridionale; solo l'estremità occidentale della Sicilia rimaneva in mano ai Cartaginesi.
Nel 288 a.C. vi si insediarono i mercenari Mamertini, di stirpe sabellica che avevano combattuto per conto di Agatocle. Dopo la morte del re siceliota, i Mamertini fecero di Messina la base delle loro razzie, fino a quando la città con venne conquistata dai cartaginesi che cacciarono i Mamertini in Calabria. Poco tempo dopo i Mamertini sbarcarono nuovamente a Messina, annientarono la guarnigione cartaginese ivi stanziata e chiamarono in aiuto i Romani provocando lo scoppio della prima guerra punica tra Roma e Cartagine.
Dalla fondazione e fino a tutto il III secolo a.C., la città era delimitata dal Torrente Portalegni a nord e dal Torrente Camaro a sud. Successivamente, certamente dopo la conquista romana, l'insediamento urbano si spostò verso nord in direzione del porto naturale, avendo come limite meridionale il Torrente Portalegni (attuale Via Tommaso Cannizzaro) e come limite settentrionale il Torrente Boccetta. Questo definitivo insediamento è arrivato quasi fino ai giorni nostri, costituendo il centro storico della città di Messina a partire sicuramente dal I secolo d.C. e fino al Terremoto del 1908, poi nel corso del XX secolo con la ricostruzione, pur rimanendo sempre il centro nevralgico cittadino, la città tornò ad espandersi verso sud fino al Torrente Camaro e oltre.

## Etimologia
Zancle, secondo Tucidide, deriva dal termine Zanclon, che nella lingua dei Siculi significa "falce". Venne poi sostituito dal toponimo Messana quando un gruppo di Messeni, su invito di Anassilao, tiranno di Rhegion di origine messenica, si insediò in città unendosi coi Sami (489/486 a.C.). In buona sostanza si può affermare che, dal punto di vista etnico, a Messana vi era una popolazione mista di Ioni, Messeni e Siculi che, nel volgere di poche generazioni, si amalgamarono, quasi sempre pacificamente, in un unico popolo che, per lingua e cultura (dopo il Congresso di Gela del 424 a.C.) può essere definito "siceliota". Dopo la distruzione della città da parte dei cartaginesi, nel 396 a.C., la città venne subito ricostruita dal tiranno Dionisio I, Arconte di Sicilia e in parte ripopolata con coloni di provenienza siculo-siceliota.
In base alle parole di Tucidide, il quale tace comunque sulla data di fondazione, si sostiene che un primo insediamento, seppur esiguo, a Zancle avvenne ad opera dei Calcidesi provenienti dall'Eubea. Il nome deriva forse dalla forma della penisola di San Raineri, somigliante ad una falce contribuendo a costituire un porto naturale che fu alla base dello sviluppo della colonia.

## Reperti
I reperti archeologici scoperti tra il XIX e XX secolo hanno dimostrato che si tratta di una delle maggiori città della Sicilia greca e dell'Italia antica, sebbene le tracce dell'insediamento siano di difficile reperimento a causa del forte interramento che ha sepolto a molti metri gli strati archeologici. L'abitato infatti, oltre ad aver subito forti terremoti, è caratterizzato dalla presenza di quattro torrenti nella zona del centro e numerosi altri torrenti nelle periferie, che nel corso dei secoli hanno accumulato detriti a valle.